# Acrapex hemiphlebia
Acrapex hemiphlebia är en fjärilsart som beskrevs av George Francis Hampson 1914. Acrapex hemiphlebia ingår i släktet Acrapex och familjen nattflyn. Inga underarter finns listade i Catalogue of Life.